# Strohkopf-Bartvogel
Der Strohkopf-Bartvogel (Stactolaema anchietae) ist eine Vogelart aus der Familie der Afrikanischen Bartvögel. Die Art kommt in Afrika südlich des Äquators vor. Es werden mehrere Unterarten unterschieden. Die IUCN stuft den Strohkopf-Bartvogel als nicht gefährdet (least concern) ein. 

## Erscheinungsbild
Die Männchen der Nominatform erreichen eine Flügellänge von 9,0 bis 9,5 Zentimetern. Der Schnabel wird 1,7 bis 2,0 Zentimeter lang. Der Schwanz erreicht eine Länge von 5,0 bis 5,2 Zentimetern. Weibchen haben ähnliche Körpermaße. Es besteht – wie für Stactolaema-Arten typisch – kein auffälliger Sexualdimorphismus.
Bei Männchen und Weibchen ist die Stirn bis zur Mitte des Oberscheitels blass gelb, der Rest des Oberkopfes ist schwarzbraun, die Nackenseiten sind braun und weisen feine weiße Flecken auf. Die Gesichtsseiten sind bis einschließlich der oberen Ohrdecken weiß, das Kinn ist blass gelb bis weißlich-gelb. Die Körperoberseite ist dunkelbraun, auf dem Bürzel und den Oberschwanzdecken weisen die einzelnen Federn matt weiße bis gelbe Federspitzen auf. Die Steuerfedern sind matt braunschwarz, die Federschäfte auf der Schwanzunterseite sind hornfarben. Die Kehle ist gelb und braun längsgestreift, die Vorderbrust ist braun mit gelben Federschäften, die untere Brust und der Bauch bis zu den Unterschwanzdecken ist gelblich-weiß. Die Körperseiten und die Oberschenkel sind braun. Der Schnabel ist matt schwarz. Die unbefiederte Haut um die Augen ist schwarz, die Augen dunkelbraun. Die Beine und Füße sind schiefergrau bis violett-schwarz. Jungvögel sind mehr bräunlich und matter gefärbt als adulte Vögel. Bei ihnen ist außerdem die unbefiederte Haut rund um die Augen und die Schnabelbasis gelblich.
Verwechslungsmöglichkeiten des Strohkopf-Bartvogels mit anderen Vogelarten in seinem Verbreitungsgebiet bestehen kaum. In Nord-Sambia grenzt sein Verbreitungsgebiet an das des Spiegel-Bartvogels an. Diese Art hat ein weniger gelbes Gesicht und einen auffälligen weißen Flügelspiegel.

## Verbreitungsgebiet und Lebensraum
Das Verbreitungsgebiet des Strohkopf-Bartvogels erstreckt sich von der DR Kongo bis nach Angola und Sambia. Der Strohkopf-Bartvogel kommt in Höhenlagen zwischen 900 und 2440 Metern vor. Sein Lebensraum sind Wälder und Waldränder.

## Lebensweise
Das Nahrungsspektrum des Strohkopf-Bartvogels besteht überwiegend aus Früchten. Er frisst außerdem Insekten, die er von Ästen und Baumstämmen abpickt. Gefressen werden unter anderem Termiten, Heuschrecken und Wespen. 
Strohkopf-Bartvögel sind Höhlenbrüter, die ihre Nisthöhle in das abgestorbene Holz von Bäumen hacken. Die Nisthöhle befindet sich in der Regel zwei bis zehn Meter oberhalb des Erdbodens. Bevorzugte Nistbäume sind Brachystegia-Arten. Die unmittelbare Umgebung rund um die Nisthöhle wird aggressiv verteidigt. Zu den Vogelarten, die  regelmäßig von Strohkopf-Bartvögeln vertrieben werden, gehört unter anderem der Spiegel-Bartvogel. Kleinere Bartvogel-Arten wie etwa der Miombo-Bartvogel und der Gelbstirn-Bartvogel werden von den Elternvögeln und ein bis vier Helfervögeln aus einem Umkreis von vierzig Metern rund um die Nisthöhle verjagt. Auch der deutlich größere Maskenpirol, einige Würgerarten und Rauchschwalben werden vom Strokopf-Bartvogel angegriffen, wenn sie in der Nähe der Nisthöhle vorbeifliegen oder sich in der Nähe niederlassen. Er zeigt auch ein intensives Hassen gegenüber Prädatoren wie etwa Mangusten. 
Die Fortpflanzungszeit fällt in den Zeitraum Juli bis November. Das Gelege besteht aus drei bis fünf Eiern. Die Brutzeit ist unbekannt, an der Brut sind vermutlich neben den Elternvögeln auch die Helfervögel beteiligt. Nestlinge werden zwischen drei- und siebzehnmal pro Stunde von allen Helfern gefüttert. Auch die Dauer der Nestlingszeit ist unbekannt. Vermutlich verbleiben die Jungvögel nach dem Ausfliegen zunächst im Revier der Elternvögel und helfen bei der Aufzucht der nächsten Brut. Zu den Brutparasiten des Strohkopf-Bartvogels gehört unter anderem der Kleine Honiganzeiger.

## Belege